# Eyalato de Bosnia
El Eyalato de Bosnia (en turco otomano: eyalet Bosna-i) fue un eyalato y beylerbeylik del Imperio otomano, basado principalmente en el territorio de la moderna Bosnia-Herzegovina. Antes de la Gran Guerra Turca, también incluía la mayoría de las regiones de Eslavonia, Lika y Dalmacia, en la actual Croacia. Su área reportada en el siglo XIX era de 52 530 km². Su existencia finalizó en 1864, en que por la aplicación del Tanzimat se transformó en una nueva unidad administrativa, el Valiato de Bosnia.

## Historia

### Creación

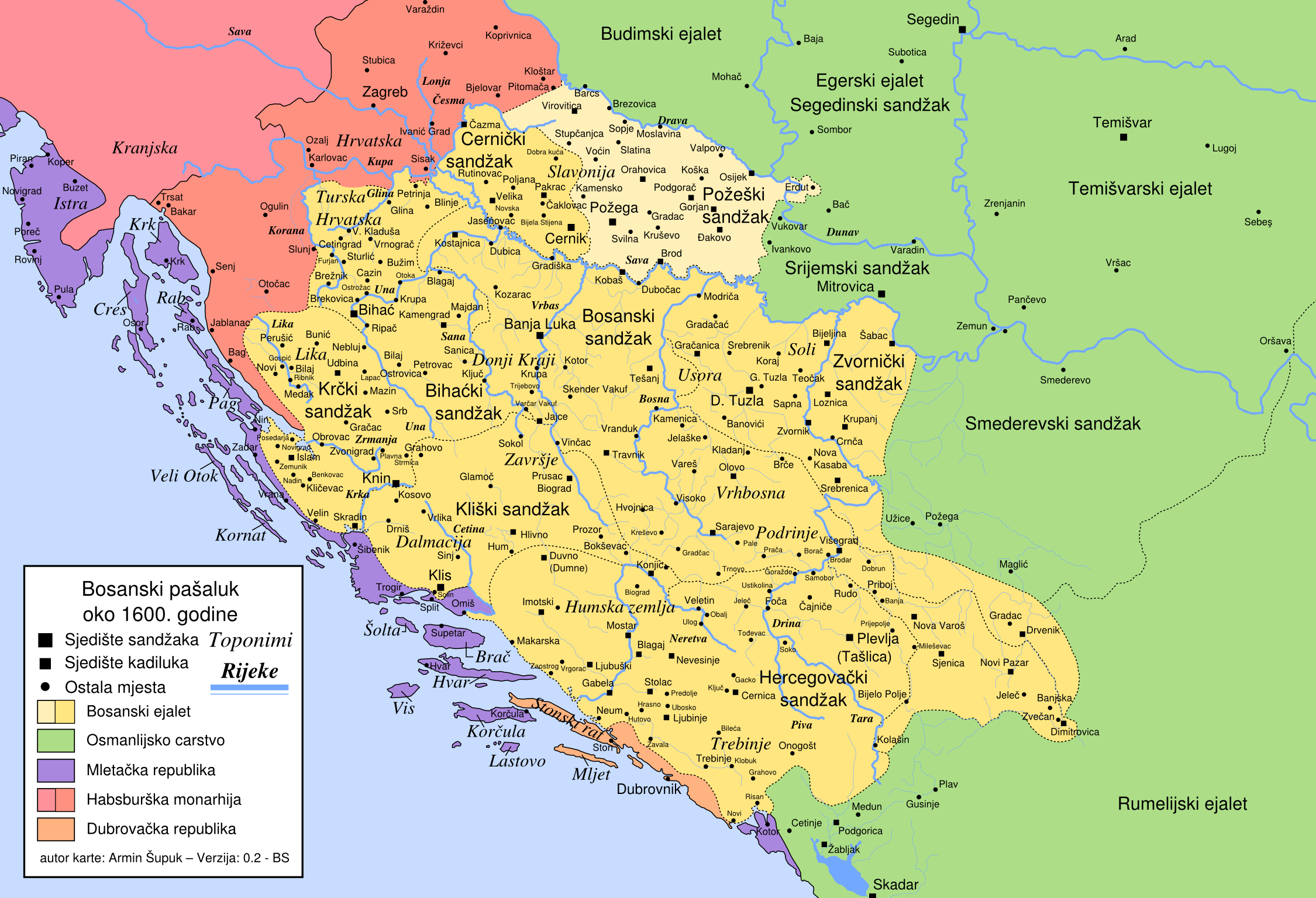
Eyalato de Bosnia en el 1600.

Después de la ejecución por los otomanos del último rey de Bosnia, Esteban Tomašević, en 1463, la parte central del Reino de Bosnia se transformó en el Sanjacado de Bosnia. El Ducado de Herzegovina fue anexionado en 1483. El Eyalato de Bosnia fue consolidado en 1520, como una escisión del Eyalato de Rumelia. Las guerras otomanas en Europa estaban en su máximo apogeo, y la provincia alcanzó su máxima expansión territorial en 1683.

### Declive
La Gran Guerra Turca, que terminó con derrota otomana en 1699, dio lugar a una disminución significativa del territorio del eyalato. Después del Tratado de Karlowitz la provincia se redujo a cuatro sanjacados (tres de ellos con su tamaño también disminuido) y doce capitanías. Antes del Tratado de Passarowitz se formaron otras 28 capitanías militares, la mayoría a lo largo de la frontera con Austria-Hungría, en la llamada Frontera Militar. En 1703 la sede del pachá se trasladó desde Sarajevo a Travnik, al haber resultado muy dañada por la guerra; no se trasladó de nuevo hasta 1850.

### Revuelta bosnia
A principios del siglo XIX Bosnia era una de las provincias menos desarrolladas y con más autonomía del Imperio otomano. En 1831, el kapudan bosnio Husein Gradaščević ocupó Travnik, exigiendo autonomía y el fin de las reformas militares en Bosnia. Aprovechando las rivalidades entre los beys y los kapudans, el Gran Visir logró enfrentar a las fuerzas de Herzegovina, dirigidas por Ali-paša Rizvanbegović, a las de Gradaščević. La revuelta fue aplastada, y en 1833, se creó el Eyalato de Herzegovina, a partir de la parte sur del Eyalato de Bosnia, otorgando su gobierno a Rizvanbegović como recompensa por su contribución al aplastamiento de la sublevación. Esta nueva entidad solo duró unos pocos años: después de la muerte de Rizvanbegović, fue reintegrada a la provincia de Bosnia.
Después de una reforma administrativa en 1864, el eyalato fue reformado, transformándose en el Valiato de Bosnia.

## Gobernadores
- Sarı Süleyman Pasha
- Osman Gradaščević
- Hasan Predojević
- Husein Gradaščević
- Ali-paša Rizvanbegović
- Mehmed-beg Kulenović
- Ebubekir Pasha

## Divisiones administrativas
| Las divisiones administrativas del Eyalato de Bosnia antes de 1699 fueron las siguientes: 1. Sanjacado de Bosnia (Paşa Sancaığı, Sarajevo) 2. Sanjacado de Herzegovina (Hersek Sancağı, Mostar) 3. Sanjacado de Zvornik (İzvornik Sancağı, Zvornik) 4. Sanjacado de Krka-Lika (Kırka Sancağı, Krka-Lika) 5. Sanjacado de Klis (Kilis Sancağı, Klis) 6. Pakrac-Cernica (Zaçesne Ocaklılığı, Cernik) 7. Sanjacado de Bihke (Bihke Sancağı, Bihać) | A principios del siglo XIX, Bosnia estaba compuesta de siete sanjacados: 1. Sanjacado de Sarajevo 2. Sanjacado de Zvornik 3. Sanjacado de Travnik 4. Sanjacado de Bihać 5. Sanjacado de Novi Pazar 6. Sanjacado de Banja Luka 7. Sanjacado de Herzegovina |

## Capitales
La capital del eyalato fue trasladada varias veces, siendo las siguientes ciudades las que ostentaron su sede:
- Travnik (1553; 1697–1833; 1839-1851)[7]
- Bania Luka (Banyaluka o Banaluka) (1553–1638)[8]
- Sarajevo (Saray Bosna) (1639–1697;[9] 1833-1839;[10][11] 1851-1878)